# 비야엘리사
비야엘리사(스페인어: Villa Elisa)는 파라과이의 도시이다. 인구는 53,166명이고, 면적은 122km2이다.
1938년 3월 22일 설립되었다.